# Сан-Мигель-де-Альенде
Сан-Миге́ль-де-Алье́нде (исп. San Miguel de Allende) — город и административный центр одноимённого муниципалитета в мексиканском штате Гуанахуато.
Численность населения, по данным переписи 2010 года, составила 69 811 человека.

## История

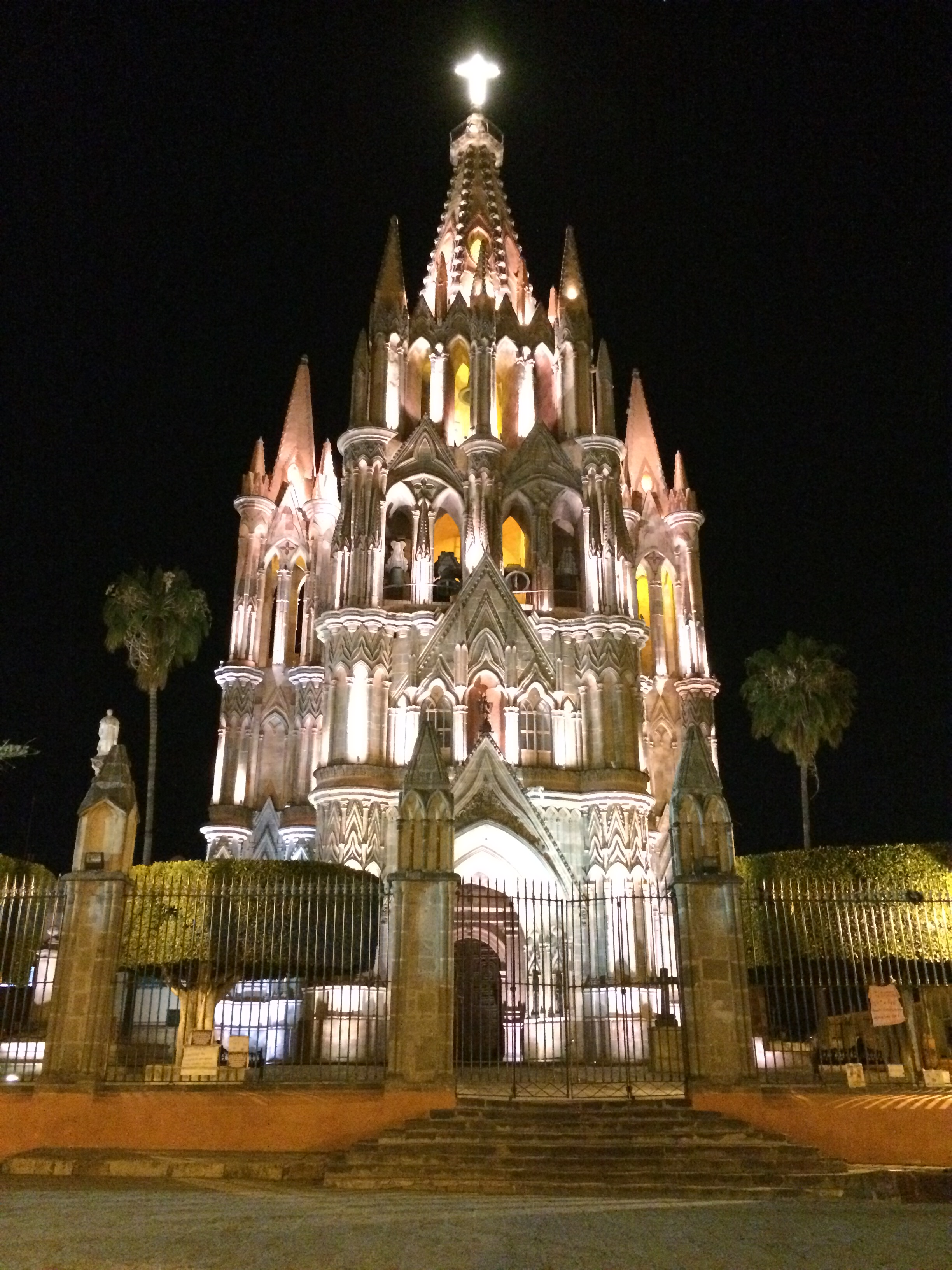
Собор Св. Архангела Михаила в центре города

В 1542 году город основал Фрай Хуан де Сан-Мигель. Старый город богат памятниками колониального периода, за что был включён в 2008 году в число объектов Всемирного наследия.